# محوطه تاریخی چاه الله‌داد
محوطه تاریخی چاه الله‌داد مربوط به سده‌های ۴ تا ۷ قمری است و در شهرستان زیرکوه، ۵۰۰ متری جنوب روستای چاه الله‌داد واقع شده و این اثر در تاریخ ۲۴ اسفند ۱۳۸۴ با شمارهٔ ثبت ۱۵۲۷۴ به‌عنوان یکی از آثار ملی ایران به ثبت رسیده است.